# Petra Vajdová

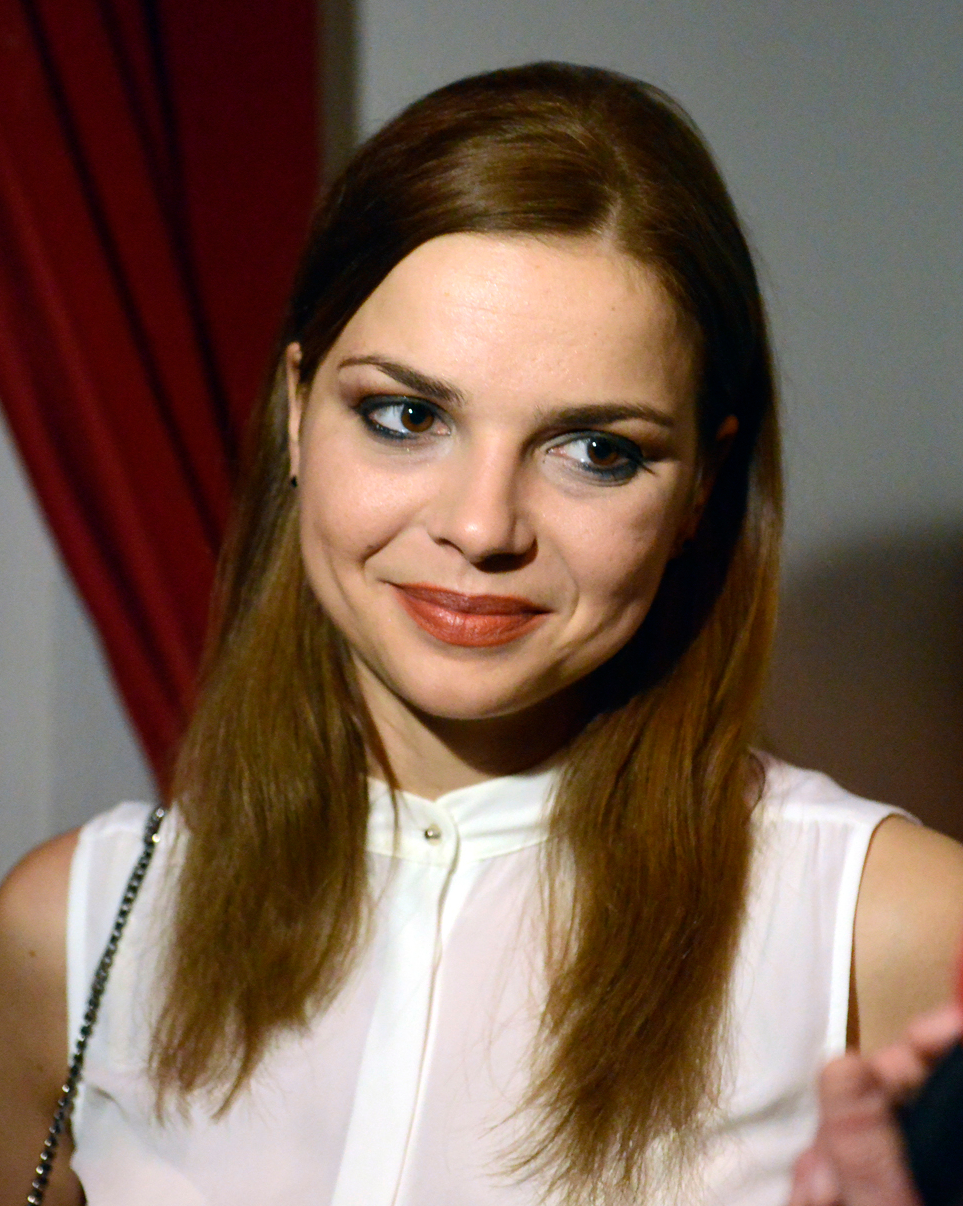
Petra Vajdová (2015)

Petra Vajdová (* 29. April 1985 in Martin oder Bratislava) ist eine slowakische Schauspielerin.

## Leben
Nach ihrem Schulabschluss studierte Petra Vajdová, welche die Nichte des slowakischen Schauspielers Jozef Vajda ist, am Konservatorium Bratislava und später an der Hochschule für Musische Künste Bratislava. Sie wurde dort unter anderem von Zuzana Kronerová und Martin Huba unterrichtet. Bereits während ihres Studiums war sie für das Slowakische Nationaltheater tätig. Nachdem Abschluss ihres Studiums wurde sie Teil des Ensembles des Divadlo Astorka Korzo ’90 in Bratislava. Außerdem war sie auch am HaDivadlo in Brünn, am Divadlo Pavla Országha Hviezdoslava in Bratislava und am Arena-Theater aktiv. Im Jahr 2012 wurde sie festes Mitglied des Slowakischen Nationaltheaters.
Petra Vajdová ist aber nicht nur als Theaterschauspielerin aktiv, sondern wirkt auch in Filmen und Serien mit. So war sie 2007 sowohl in der slowakischen Serie Ordinácia v ružovej záhrade als auch in dem slowakischen Film Poločas rozpadu von Vlado Fischer zu sehen. Nachdem sie 2017 an den ersten drei folgen der historischen Krimiserie 1890 mitgewirkt hatte, war sie 2018 in allen acht Folgen der Krimiserie Detektív Dušo, welche auf dem TV-Sender TV Markíza ausgestrahlt wurde, zu sehen. Seit 2021 verkörpert sie in der slowakischen Arztserie Nemocnica, welche auf dem TV-Sender TV JOJ ausgestrahlt wurde, die Rolle der Psychiaterin Vilma Hauptmannová. Zudem wirkte sie in dem 2024 erschienenen Thriller MIKI von Jakub Kroner mit.
Im Jahr 2017 nahm Petra Vajdová an der sechsten Staffel der slowakischen Version von Let's Dance teil. Sie trat dabei gemeinsam mit ihren Tanzpartner Fabio Bellucci auf und musste vor der vierten Sendung aufgrund einer Verletzung aufgeben und belegte so den achten Platz. Am 30. August 2020 moderierte sie gemeinsam mit Roman Bomboš die Verleihung der Slovenka roka 2020 im Slowakische Nationaltheater und ersetzte dabei kurzfristig die eigentlich eingeplante Moderatorin Vera Wisterová.